# 留紹錤
留紹錤（？—？），五代十国时期泉州桃源县留湾（今永春县桃城镇留安社区）人，為南州刺史留從願之子。因留從願的弟弟清源軍節度使留從效無子，留绍𫓹和其弟留紹鎡被過繼為留從效的养子。
北宋建隆二年（961年），留紹錤奉留从效之命到南唐都城金陵進貢，实则作为人质。建隆三年七月（962年8月3日－9月1日），留從效去世。由于当时留从愿和留紹錤都不在泉州，留紹錤的幼弟留紹鎡遂被拥立为清源军留后。一个多月后，留紹鎡被统军使陈洪进废黜，并被强制送往金陵。南唐后主李煜封留紹錤为殿直军都虞候，留紹鎡为监门卫中郎将。